# Tahura bifida
Tahura bifida är en insektsart som beskrevs av Dietrich 2004. Tahura bifida ingår i släktet Tahura och familjen dvärgstritar. Inga underarter finns listade i Catalogue of Life.